# Recurviròstrids
Els recurviròstrids (Recurvirostridae) són una família d'ocells inclosa a l'ordre dels caradriformes (Charadriiformes) que inclou els camallargues i els becs d'alena.

## Descripció
Són ocells limícoles prims i elegants que fan 35 – 51 cm de llargària, amb potes molt llargues i plomatge normalment blanc i negre. El bec dels camallargues és recte i de llargària mediana, mentre el dels bec d'alena és més llarg i corbat cap amunt.

## Hàbitat i distribució
Viuen en zones humides normalment amb poca profunditat.
Són aus cosmopolites, presentant la seva major diversitat en Àsia i Austràlia.

## Taxonomia
En la taxonomia de Sibley-Ahlquist, aquesta família va ser integrada als caràdrids (Charadriidae), on formaven la tribu Recurvirostrini en la que també s'incloïa el bec d'ibis.
Les classificacions taxonòmiques recents, arran els estudis genètics fets des de principis de l'any 2000, tornen a considerar el subordre charadrii format per quatre famílies, una d'elles la dels recurviròstrids, amb 3 gèneres i 10 espècies.
- Subfamília dels himantopins (Himantopinae), amb un gènere i 5 espècies.
  - Gènere Himantopus, amb 5 espècies.
- Subfamília dels recurvirostrins (Recurvirostrinae), amb dos gèneres i 5 espècies.
  - Gènere Cladorhynchus, amb una espècie: Camallarga capblanc (Cladorhynchus leucocephalus).[4]
  - Gènere Recurvirostra, amb 4 espècies.